# Gedeon Guzina
Gedeon Guzina (Ilidža, 26 dicembre 1993) è un calciatore bosniaco, attaccante del Černomorec Novorossijsk.

## Palmarès

### Club

#### Competizioni nazionali
- Campionato bosniaco: 1

Sarajevo: 2019-2020

### Individuale
- Capocannoniere della Pervaja Liga: 1

2022-2023 (14 reti)